# Прапор Аргентини
Сучасний прапор Аргентини став державним в 1812 році. Він складається з трьох рівних за шириною горизонтальних смуг — крайні пофарбовані у світло-блакитний, центральна — в білий колір. В 1818 році в центр прапора було поміщено жовте «травневе сонце» (ісп. Sol de Mayo), що символізує інкського бога сонця і назване так на честь Травневої революції.
Повна версія прапора, що включає зображення сонця, іменується «офіційним церемоніальним прапором» (ісп. Bandera Oficial de Ceremonia), прапор без сонця — «святковим прапором» (ісп. Bandera de Ornato). Офіційна версія прапора завжди повинна підніматися вище святкової.
У всіх інших відносинах обидва варіанти національного прапора вважаються повноправними.

## Історія
Ескіз прапора був запропонований Мануелем Бельграно. Він складався з трьох рівних по ширині горизонтальних смуг - крайні пофарбовані в світло-блакитний, центральна - в білий колір. У 1818 році в центр прапора було поміщено жовте «травневе сонце» (ісп. Sol de Mayo), що символізує інкського бога сонця і назване так на честь Травневої революції.
Повна версія прапора, що включає зображення сонця, іменується «офіційним церемоніальним прапором» (ісп. Bandera Oficial de Ceremonia), прапор без сонця - «святковим прапором» (ісп. Bandera de Ornato). Офіційна версія прапора завжди повинна підніматися вище святковою. У всіх інших відносинах обидва варіанти державного прапора вважаються повноправними.
До 1985 року офіційний церемоніальний прапор (із зображенням «травневого сонця») міг використовуватися тільки державними і провінційними урядовими установами. Фізичні особи могли використовувати виключно прапор без сонця. Це було закріплено в положенні від 1943 року, і потім підтвердилося в указом 10302 від 1944 року. Безпосередніми попередниками цього правила були укази 1027, 5256 і 6628 від 1943 року.
Відповідно до статті 1 Закону 23.208 від 25 липня 1985 року, прийнятого Декретом 1541 від 16 серпня того ж року, для всіх аргентинців був встановлений єдиний прапор з «травневим сонцем». У статті 2 цього Закону скасовувалися всі попередні закони, що обмежували використання «офіційного церемоніального прапора» для фізичних осіб.
У 2010 році прапор був стандартизований. Декретом №1650 було визначено, які параметри повинен мати прапор, щоб його можна було використовувати офіційно: розміри, характеристики тканини, кольори тощо.
| Прапор | Дата        | Опис |
| ------ | ----------- | --- |
|        | 1812        | Горизонтальний біколор білого та блакитного кольору, прапор Мануеля Белграно. |
|        | 1812–1818   | Горизонтальний трикутник світло-синього та білого (середній). Позначається як Прапор Мачі. Офіційно прийнятий у 1816 році.                                                                                      |
|        | 1818–1819   | Нинішній державний прапор. Прапор Об'єднаних провінцій. |
|        | 1819–1820   | Нинішній державний прапор, проте темно-синій. |
|        | 1820–1829   | Державний прапор. |
|        | 1829–1835   | Поточний прапор, але із темно-фіолетовим замість світло-синього кольору вгорі та внизу. Прапор, обраний Хуаном Мануелем де Росасом після його сходження на владу та в новоствореній Аргентинській конфедерації. |
|        | 1835–1850   | Прапор Аргентинської Конфедерації. |
|        | 1850–1861   | Прапор Аргентинської Конфедерації. |
|        | 1861–наразі | Прийняття нинішнього прапора в Аргентинській Республіці. |

## Інтерпретація значення
Згідно з найпоширенішою інтерпретацією значення прапора, він уособлює небо, хмари, сонце. Тим не менш, існує кілька народних переказів, що пояснюють значення кольорів у прапорі інакше. Згідно з одним із них, блакитний колір символізує річку Ла-Плата (ісп. Río de la Plata, досл. «Річка Срібла»), а білий — срібло (назва «Аргентина» походить від латинської назви срібла, лат. argentum). Є також думка, що колір прапора засновано на традиційних кольорах королівської династії Бурбонів. Згідно зі ще одним варіантом, блакитний і білий — кольори шат Діви Марії.